# Liga de Campeones de la OFC 2011-12
La Liga de Campeones de la OFC 2011/12, es la 6.ª edición del máximo torneo a nivel de la Confederación de Fútbol de Oceanía. El campeón clasificó para la Copa Mundial de Clubes de la FIFA 2012 que se disputó en Japón. La competición comenzó en octubre de 2011 y terminó en mayo de 2012.
El Auckland City FC de Nueva Zelanda fue el primero del Grupo B, y el AS Tefana de la Polinesia Francesa se quedó con el grupo A tras superar 5-0 al Ba FC y relegar al segundo puesto al Waitakere United que le había ganado 10-0 en la primera fecha.
En el partido de la final, el Auckland se alzó 2-1 con goles de David Mulligan y Daniel Koprivcic, mientras que el descuento lo anotó Axel Williams. En la vuelta fue victoria nuevamente de los neozelandeses, pero esta vez por 1-0 con gol de Manel Expósito

## Formato del torneo
La competición la disputan 8 equipos divididos en 2 grupos de 4. Se enfrentan todos contra todos ida y vuelta, con un total de 6 partidos por cada club. Los dos primeros de cada grupo avanzan a la final que se jugará a partidos de ida y vuelta.

## Equipos participantes
| Nueva Zelanda 2 cupos     |  | Waitakere United Auckland City1.º |  | Campeón ASB Premiership 2010/11 Subcampeón ASB Premiership 2010/11 |
| Fiyi 1 cupo               |  | Ba FC                             |  | Campeón de la Liga Nacional de Fútbol de Fiyi 2010                 |
| Islas Salomón 1 cupo      |  | Koloale FC                        |  | Ganador de los playoff de la S-League 2011                         |
| Tahití 1 cupo             |  | AS Tefana                         |  | Campeón Primera División de Tahití 2010/11                         |
| Vanuatu 1 cupo            |  | Amicale FC                        |  | Campeón Primera División de Vanuatu 2011                           |
| Nueva Caledonia 1 cupo    |  | AS Mont-Dore                      |  | Campeón Superliga de Nueva Caledonia 2011                          |
| Papúa Nueva Guinea 1 cupo |  | Hekari United                     |  | Campeón Liga nacional de fútbol de Papúa Nueva Guinea 2011         |

1.º Actual Campeón

## Fase de grupos
El ganador de cada grupo avanza a la final.

### Grupo A
| Equipo           | PJ | G | E | P | GF | GC | DG  | Pts |
| ---------------- | -- | - | - | - | -- | -- | --- | --- |
| AS Tefana        | 6  | 4 | 1 | 1 | 15 | 12 | +3  | 13  |
| Waitakere United | 6  | 4 | 0 | 2 | 21 | 6  | +15 | 12  |
| Ba FC            | 6  | 3 | 0 | 3 | 7  | 16 | -9  | 9   |
| AS Mont-Dore     | 6  | 0 | 1 | 5 | 2  | 11 | -9  | 1   |

#### Resultados
| 29 de octubre de 2011 | Waitakere United                                                    | 10:0    | AS Tefana | Trusts Stadium, Waitakere                                     |                                                               |
|                       | Pearce 10' 44' · De Vries 14' 37' 75' · Krishna 33' 40' 49' 70' 90' | Reporte |           | Asistencia: 900 espectadores Árbitro(s): Rakesh Varman (Fiyi) | Asistencia: 900 espectadores Árbitro(s): Rakesh Varman (Fiyi) |

| 30 de octubre de 2011 | Ba FC           | 2:1     | AS Mont-Dore | Govind Park, Ba                                                      |                                                                      |
|                       | Suwamy 63', 82' | Reporte | Hmaé 35'     | Asistencia: 1500 espectadores Árbitro(s): Chris Kerr (Nueva Zelanda) | Asistencia: 1500 espectadores Árbitro(s): Chris Kerr (Nueva Zelanda) |

| 30 de octubre de 2011 | AS Mont-Dore | 1:1     | AS Tefana   | Stade Numa Daly, Numea                                               |                                                                      |
|                       | Hmaé 71'     | Reporte | Kamoise 82' | Asistencia: 300 espectadores Árbitro(s): Jamie Cross (Nueva Zelanda) | Asistencia: 300 espectadores Árbitro(s): Jamie Cross (Nueva Zelanda) |

| 20 de noviembre de 2011 | Waitakere United                                         | 4:0     | Ba FC | Fred Taylor Park, Waitakere                                       |                                                                   |
|                         | 56' (en contra) · McKenzie 61' · Bale 71' · Lovemore 94' | Reporte |       | Asistencia: 4000 espectadores Árbitro(s): Norbert Hauata (Tahití) | Asistencia: 4000 espectadores Árbitro(s): Norbert Hauata (Tahití) |

| 3 de diciembre de 2011 | AS Tefana                                            | 4:1     | Ba FC              | Stade Louis Ganivet, Faaa                                             |                                                                       |
|                        | Marmouyet pen' (21) · Degage 38', 77' · Williams 86' | Reporte | Vesikula pen' (58) | Asistencia: 117 espectadores Árbitro(s): Nick Waldron (Nueva Zelanda) | Asistencia: 117 espectadores Árbitro(s): Nick Waldron (Nueva Zelanda) |

| 3 de diciembre de 2011 | AS Mont-Dore | 0:1     | Waitakere United | Stade Numa Daly, Numea                                           |                                                                  |
|                        |              | Reporte | Bale 39'         | Asistencia: 400 espectadores Árbitro(s): Averii Jacques (Tahití) | Asistencia: 400 espectadores Árbitro(s): Averii Jacques (Tahití) |

| 18 de febrero de 2012 | AS Mont-Dore | 0:1     | Ba FC                 | Stade Numa Daly, Numea                                                 |                                                                        |
|                       |              | Reporte | Vakatalesau 36' (pen) | Asistencia: 100 espectadores Árbitro(s): Peter O'Leary (Nueva Zelanda) | Asistencia: 100 espectadores Árbitro(s): Peter O'Leary (Nueva Zelanda) |

| 18 de febrero de 2012 | AS Tefana                            | 3:0     | Waitakere United | Stade Louis Ganivet, Faa'a                                                 |                                                                            |
|                       | Tehau 1' · Labayen 43' · Neuffer 70' | Reporte |                  | Asistencia: 248 espectadores Árbitro(s): Isidore Assiene (Nueva Caledonia) | Asistencia: 248 espectadores Árbitro(s): Isidore Assiene (Nueva Caledonia) |

| 2 de marzo de 2012 | AS Tefana                         | 2:0     | AS Mont-Dore | Stade Louis Ganivet, Faa'a       |                                  |
|                    | Degage 47' · Chang Koei Chang 71' | Reporte |              | Árbitro(s): Andrew Achari (Fiyi) | Árbitro(s): Andrew Achari (Fiyi) |

| 4 de marzo de 2012 | Ba FC                                        | 3:2     | Waitakere United           | Govind Park, Ba                     |                                     |
|                    | Takiata 36' · Salauneune 51' · Kainihewe 73' | Reporte | Cunneen 31' · Lovemore 83' | Árbitro(s): Norbert Hauata (Tahití) | Árbitro(s): Norbert Hauata (Tahití) |

| 31 de marzo de 2012 | Waitakere United                                        | 4:0     | AS Mont-Dore | Fred Taylor Park, Waitakere                                     |                                                                 |
|                     | McKenzie 68' · Haviland 73' · Pearce 82' · Lovemore 87' | Reporte |              | Asistencia: 150 espectadores Árbitro(s): Kader Zitouni (Tahití) | Asistencia: 150 espectadores Árbitro(s): Kader Zitouni (Tahití) |

| 15 de abril de 2012 | Ba FC | 0:5     | AS Tefana                                              | Bill McKinlay Park, Auckland (Nueva Zelanda) |                                          |
|                     |       | Reporte | Tchen 36' 42' · Neuffer 53' · Tehau 74' · Williams 86' | Árbitro(s): Gerald Oiaka (Islas Salomón)     | Árbitro(s): Gerald Oiaka (Islas Salomón) |

### Grupo B
| Equipo           | PJ | G | E | P | GF | GC | DG  | Pts |
| ---------------- | -- | - | - | - | -- | -- | --- | --- |
| Auckland City FC | 6  | 4 | 1 | 1 | 17 | 8  | +9  | 13  |
| Hekari United    | 6  | 3 | 2 | 1 | 9  | 6  | +3  | 11  |
| Amicale FC       | 6  | 2 | 1 | 3 | 6  | 7  | -1  | 7   |
| Koloale FC       | 6  | 1 | 0 | 5 | 7  | 18 | -11 | 3   |

#### Resultados
| 29 de octubre de 2011 | Amicale FC      | 1:1     | Hekari United FC | Port Vila Stadium, Port Vila              |                                           |
|                       | Masauvakalo 45' | Reporte | Jack 93'         | Árbitro(s): Peter O'Leary (Nueva Zelanda) | Árbitro(s): Peter O'Leary (Nueva Zelanda) |

| 29 de octubre de 2011 | Koloale FC | 1:4     | Auckland City FC                    | Lawson Tama, Honiara             |                                  |
|                       | Totori 74' | Reporte | Expósito 22' 54' · Mulligan 86' 93' | Árbitro(s): Andrew Achari (Fiyi) | Árbitro(s): Andrew Achari (Fiyi) |

| 19 de noviembre de 2011 | Auckland City FC        | 2:0     | Hekari United FC | Kiwitea Street, Auckland                                      |                                                               |
|                         | Expósito 49' · Tade 72' | Reporte |                  | Asistencia: 800 espectadores Árbitro(s): Rakesh Varman (Fiyi) | Asistencia: 800 espectadores Árbitro(s): Rakesh Varman (Fiyi) |

| 19 de noviembre de 2011 | Amicale FC    | 2:0     | Koloale FC | PVL Stadium, Port Vila                                                 |                                                                        |
|                         | Waroi 3', 50' | Reporte |            | Asistencia: 6000 espectadores Árbitro(s): Nick Waldron (Nueva Zelanda) | Asistencia: 6000 espectadores Árbitro(s): Nick Waldron (Nueva Zelanda) |

| 9 de diciembre de 2011 | Hekari United FC                    | 3:1     | Koloale FC | PMRL Stadium, Port Moresby       |                                  |
|                        | Waqa 6' · Lepani 16' · Bolatoga 79' | Reporte | Naka 82'   | Árbitro(s): Andrew Achari (Fiyi) | Árbitro(s): Andrew Achari (Fiyi) |

| 18 de enero de 2012 | Auckland City FC                        | 3:2     | Amicale FC                   | Kiwitea Street, Auckland                                       |                                                                |
|                     | Expósito pen' (40), 45' · Dickinson 87' | Reporte | 23' (en contra) · Maemae 76' | Asistencia: 800 espectadores Árbitro(s): Kader Zitoun (Tahití) | Asistencia: 800 espectadores Árbitro(s): Kader Zitoun (Tahití) |

| 18 de febrero de 2012 | Hekari United FC | 2:0     | Amicale FC | PMRL Stadium, Port Moresby                                           |                                                                      |
|                       | Jack 11', 79'    | Reporte |            | Asistencia: 5000 espectadores Árbitro(s): Chris Kerr (Nueva Zelanda) | Asistencia: 5000 espectadores Árbitro(s): Chris Kerr (Nueva Zelanda) |

| 18 de febrero de 2012 | Auckland City FC                                                                | 7:3     | Koloale FC                          | Kiwitea Street, Auckland                                        |                                                                 |
|                       | Dickinson 7', 59' · Coombes 36', 40' · Vicelich 58' · Milne 62' · Koprivcic 83' | Reporte | Anisi 16' · Totori 65' · Naka 90+3' | Asistencia: 850 espectadores Árbitro(s): Averi Jacques (Tahití) | Asistencia: 850 espectadores Árbitro(s): Averi Jacques (Tahití) |

| 3 de marzo de 2012 | Koloale FC | 1:0     | Amicale FC | Lawson Tama, Honiara                     |                                          |
|                    | Sale 87'   | Reporte |            | Árbitro(s): Nick Waldron (Nueva Zelanda) | Árbitro(s): Nick Waldron (Nueva Zelanda) |

| 3 de marzo de 2012 | Hekari United FC | 1:1     | Auckland City FC | PMRL Stadium, Port Moresby               |                                          |
|                    | Dunadamu 60'     | Reporte | Feneridis 91'    | Árbitro(s): Gerald Ojaka (Islas Salomón) | Árbitro(s): Gerald Ojaka (Islas Salomón) |

| 31 de marzo de 2012 | Amicale FC | 1:0     | Auckland City FC | PVL Stadium, Port Vila                                           |                                                                  |
|                     | Tangis 60' | Reporte |                  | Asistencia: 5000 espectadores Árbitro(s): Bruce George (Vanuatu) | Asistencia: 5000 espectadores Árbitro(s): Bruce George (Vanuatu) |

| 31 de marzo de 2012 | Koloale FC | 1:2     | Hekari United FC        | Lawson Tama, Honiara                                                   |                                                                        |
|                     | Totori 16' | Reporte | Dunadamu 45' · Jack 75' | Asistencia: 5000 espectadores Árbitro(s): Nick Waldron (Nueva Zelanda) | Asistencia: 5000 espectadores Árbitro(s): Nick Waldron (Nueva Zelanda) |

## Final

### Ida
| 29 de abril de 2012 | Auckland City FC             | 2:1     | AS Tefana    | Kiwitea Street, Auckland                                             |                                                                      |
|                     | Mulligan 57' · Koprivcic 60' | Reporte | Williams 72' | Asistencia: 1500 espectadores Árbitro(s): John Saohu (Islas Salomón) | Asistencia: 1500 espectadores Árbitro(s): John Saohu (Islas Salomón) |

### Vuelta
| 12 de mayo de 2012 | AS Tefana | 0:1     | Auckland City FC | Stade Louis Ganivet, Faaa                                                            |                                                                                      |
|                    |           | Reporte | Expósito 41'     | Asistencia: 1,900 espectadores Árbitro(s): Isidore Assiene-Ambassa (Nueva Caledonia) | Asistencia: 1,900 espectadores Árbitro(s): Isidore Assiene-Ambassa (Nueva Caledonia) |

## Campeón
| Nueva Zelanda                   |
| Campeón Auckland City 4° Título |

## Goleadores
| Jugador         | Equipo           | Goles |
| --------------- | ---------------- | ----- |
| Manel Expósito  | Auckland City FC | 6     |
| Roy Krishna     | Waitakere United | 5     |
| Kema Jack       | Hekari United    | 4     |
| Ryan de Vries   | Waitakere United | 3     |
| Adam Dickinson  | Auckland City FC | 3     |
| Roihau Degage   | AS Tefana        | 3     |
| Allan Pearce    | Waitakere United | 3     |
| Benjamin Totori | Koloale FC       | 3     |
| Sean Lovemore   | Waitakere United | 3     |
| Axel Williams   | AS Tefana        | 3     |